# Hosokawa Takakuni
Hosokawa Takakuni est un nom japonais traditionnel ; le nom de famille (ou le nom d'école), Hosokawa, précède donc le prénom (ou le nom d'artiste).
Hosokawa Takakuni (細川 高国, 1484-17 juillet 1531) est le commandant militaire le plus puissant de l'époque Muromachi sous Ashikaga Yoshiharu, le douzième shogun. Il est le fils de Hosokawa Masaharu, d'une branche du clan Hosokawa,,.

## Biographie
En 1507, Hosokawa Masamoto est tué par son fils adoptif, Hosokawa Sumiyuki, qu'il a déshérité. Takakuni soutient Hosokawa Sumimoto et est crédité d'avoir évincé Sumiyuki, raison pour laquelle il participe activement au shogunat Muromachi. En 1508, lorsque Ōuchi Yoshioki marche avec ses armées vers Kyoto avec Ashikaga Yoshitane (Ashikaga Yoshiki), l'ancien shogun qui s'est échappé dans la province de Suo, Takakuni conspire avec eux et expulse les shoguns Ashikaga Yoshizumi et Sumimoto vers la province d'Ōmi.
Takakuni et Yoshioki prennent les commandes du shogunat Muromachi. Takakuni prend la tête du peuple Hosokawa et le poste de kanrei. Par ailleurs, il occupe aussi le poste de shugo des provinces de Settsu, Tamba, Sanuki et Tosa. En 1518, il monopolise les pouvoirs du shogunat après que Yoshioki est retourné dans son domaine. En 1521, Yoshiki qui ne supporte plus d'être un shogun fantoche, s'échappe dans la province d'Awa. Takakuni installe Ashikaga Yoshiharu, fils de Yoshizumi, au poste de shogun.
Takakuni prend Yanagimoto Kataharu, frère cadet de Kanishi Motomori, principal vassal des Hosokawa, pour wakashu et les deux se jurent un amour éternel. Même après avoir atteint l'âge adulte, Kataharu reste son vassal préféré. Cependant, à la suite d'une calomnie par son propre cousin, Takakuni se sent obligé de faire tuer Motomori. Bien qu'initialement apaisé par son seigneur, Yanagimoto, peu après, se joint à un autre frère afin de venger la mort de Motomori.
En 1527, il est expulsé de Kyoto par Miyoshi Motonaga et Hosokawa Harumoto. En 1531, son armée est défaite et il se cache dans un entrepôt de boissons alcoolisées à Amagasaki dans la province de Settsu. Repéré, il se suicide.

## Source de la traduction
- (en) Cet article est partiellement ou en totalité issu de l’article de Wikipédia en anglais intitulé « Hosokawa Takakuni » (voir la liste des auteurs).